# Abraham van Calraet

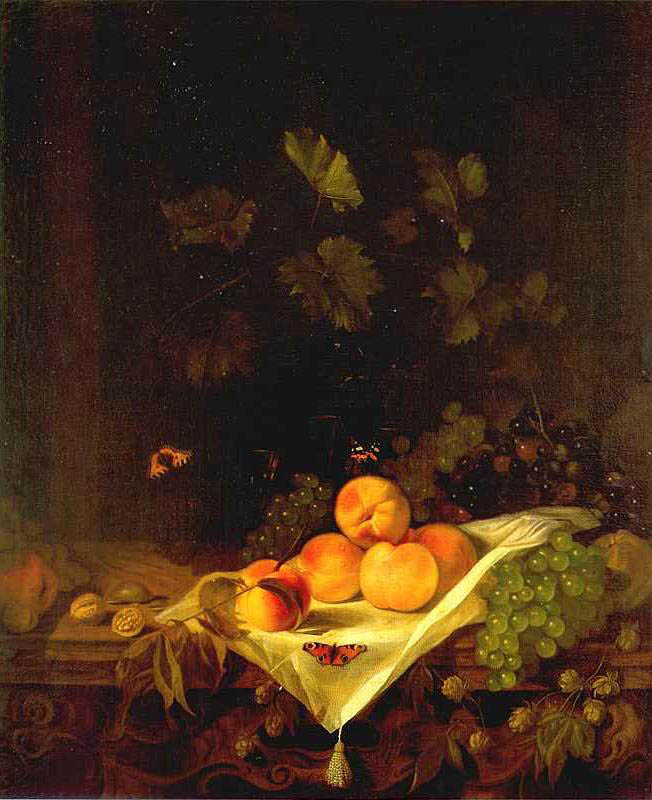
Martwa natura z brzoskwiniami i winogronami, ok. 1680, Mauritshuis

Abraham van Calraet lub Kalraat (ochrzczony 12 października 1642 w Dordrechcie, zm. 11 czerwca 1722 w Amsterdamie) – holenderski malarz, grafik i prawdopodobnie rzeźbiarz.
Był jednym z sześciu synów rzeźbiarza Pietera Jansz. van Calraeta (ok. 1620-81), początkowo uczył się u rzeźbiarzy z Dordrechtu, braci Huppe. Później pracował jako snycerz i w końcu zainteresował się malarstwem. Jego nauczycielem był prawdopodobnie Aelbert Cuyp. Początkowo malował martwe natury z owocami, najczęściej z brzoskwiniami i winogronami, później sceny figuralne i zwierzęta, głównie konie. W 1680 ożenił się z córką malarza Cornelisa Bisschopa Anną.
Atrybucja dzieł malarza jest utrudniona, artysta podpisywał swoje prace monogramem A.C., podobnie jak jego domniemany nauczyciel Aelbert Cuyp. Również stosowana przez Calraeta technika malarska jest bardzo podobna do tej, której używał Cuyp, jedyną zauważalną różnicą jest brak impastów. Kilka obrazów Calraeta posiadają m.in. Rijksmuseum w Amsterdamie i National Gallery w Londynie. W zbiorach Muzeum Narodowego w Warszawie znajduje się obraz przypisywany malarzowi Muszle na fioletowej makacie.